# San Basilio de Palenque
San Basilio de Palenque és un corregiment colombià de 4.200 habitants, situat al municipi de Mahates, dins del departament de Bolívar.
Va ser declarat Patrimoni Cultural Immaterial de la Humanitat per ser el primer poble lliure de l'Amèrica colonial (decretat així el 1691): un lloc allunyat de les colònies on els esclaus africans escapaven per a viure en llibertat, amb autonomia i independència.
A San Basilio de Palenque encara s'hi conserven algunes tradicions com el llenguatge, el menjar, el ball i cultura pròpia africana. Està ubicat molt a prop del Canal del Dique, a 50 km de la ciutat de Cartagena de Indias. Té una població aproximada de 4.200 persones i limita amb els corregiments de Malagana, San Pablo i Palenquito. Com que és un corregiment, no posseeix autonomia econòmica ni administrativa.

## Història
Set anys després de la fundació de Cartagena de Indias ja en fugiren alguns esclaus. Els cimarrons es van establir als Montes de María i van fundar la palissada del Limón entre 1570 i 1580. El 1599, Benkos Biohó, d'origen mandinga de Bambouk, va encapçalar a Cartagena una fugida de trenta esclaus negres cap a la brolla i aiguamoll de la Matuna i van derrotar Juan Gómez, que encapçalava una patrulla de vint homes armats amb l'objectiu de sotmetre els fugitius. Aquests cimarrons també es van dirigir cap als Montes de María, on van derrotar el 1605 una altra expedició que els perseguia. El 1613 els espanyols van signar un tractat de pau amb ells, però el van violar el 1619 i van capturar Biohó, executant-lo a Cartagena el 1621.
El 1632 al Limón, els palanqueros van nomenar una reina de nom Leonor, de pare d'Angola i mare criolla (nascuda esclava), casada amb dos homes de Cabinda. Els espanyols van atacar el Limón i la majoria dels cimarrons es van replegar temporalment cap a la riba oriental del riu Magdalena, on es van assentar fins al 1655, quan van retornar als Montes de María, van conformar una federació amb Domingo Criollo com a capità, i es van aliar amb el palenque d'Arenal, dels minas del golf de Guinea. El 1694 un altre atac espanyol els va obligar a dispersar-se, però es van reagrupar a San Miguel Arcángel, que el 1714 va ser legalitzat i va prendre el nom actual de San Basilio de Palenque, per decret reial.
Segons una creença popular sobre el patró del poble (Sant Basili), la seva escultura estava essent transportada a San Agustín de Playa Blanca, però en passar per Palenque es va quedar encallada i va ser impossible treure-la del fang. Els palenquers van considerar-ho un presagi, fet pel qual van adoptar el sant com a patró del poble.
L'aïllament els ha permès mantenir la majoria de les tradicions culturals africanes a Colòmbia (música, pràctiques mèdiques, organització social i ritus culturals), i han desenvolupat una llengua criolla, barreja de l'espanyol amb les llengües africanes originàries (el palenquero). A causa de les seves característiques úniques en la seva història, formació, cultura i llengua, Palenque ha estat declarat per la UNESCO com a Patrimoni Cultural Immaterial de la Humanitat. San Basilio de Palenque és considerat el primer poble lliure d'Amèrica.
Aquest poble desconegut es va fer famós als anys 1970 amb els combats del boxejador Kid Pambelé (Antonio Cervantes, 1945), qui va situar al mapa internacional aquest poble. El 2003, es va estrenar el documental Del Palenque de San Basilio del director Erwin Goggel, que relata la realitat del corregiment.

## Comunitat afroamericana lliure

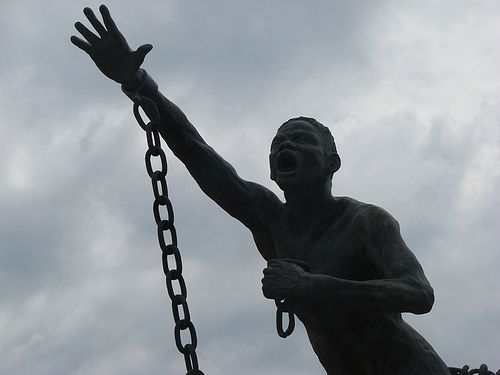
Benkos Biohó, líder cimarró.

Els esclavistes europeus introduïen a Sud-amèrica els esclaus negres comprats al Golf de Guinea per la vall del riu Magdalena, que desemboca prop de Cartagena d'Índies, on es desembarcaven els esclaus africans. Alguns d'aquests africans s'escapaven i van fundar als propers aiguamolls dels Montes de María un poble propi o palenque. Aquests africans eren una amenaça constant per als vaixells carregats d'africans que arribaven a Cartagena com a esclaus, ja que els assaltaven i alliberaven tots els africans que podien. La Corona espanyola, pressionada pels governadors de Cartagena, va signar un Reial Decret el 1691, que conferia llibertat als africans del Palenque de San Basilio, els habitants del qual es van convertir en una comunitat africana lliure a Amèrica, molt abans que els d'Haití o d'altres llocs d'Amèrica, i que la Nova Granada assolís la independència d'Espanya el 1810.

## Cultura

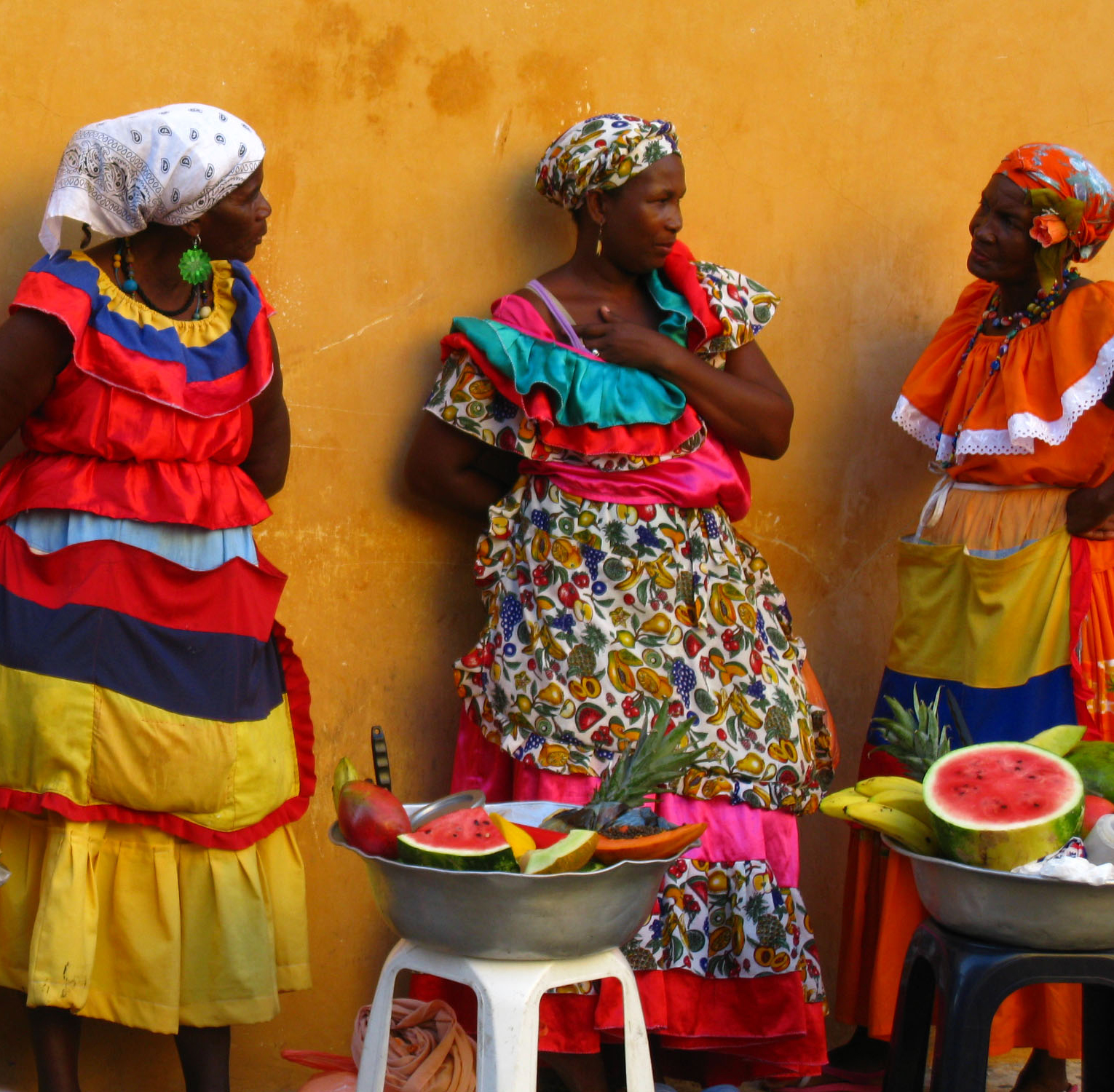
Dones palenqueres

Es conserva molt de la tradició africana, el treball i la transmissió dels seus costums. La música que acompanya la majoria de les seves activitats és part important del desenvolupament cultural d'aquest poble, donant forma a les seves pràctiques socials, com ara el lumbalú, una cerimònia fúnebre en què es convoca la comunitat per mitjà dels tambors i es comença un ritual de nou dies en commemoració al difunt.
L'organització social està basada en grups anomenats ma-kuagro, que implica un sistema de deures i drets, on tots els membres són conscients de les necessitats dels altres i treballen i organitzen els esdeveniments particulars en benefici de tothom. Està acceptada la poligàmia per part dels homes i l'existència de fills fora de casa. Tots els fills es consideren iguals quant a deures i drets, amb tota la xarxa familiar. La valuosa importància de la dona a la llar palenquera està donada pel suport que representen els dolços (cocadas, bolas de maní, enyucados, caballitos i alegrías) que elles preparen, que més endavant comercien i proveeixen del principal ingrés econòmic a la família. La comercialització dels dolços es fa d'una manera particular a Colòmbia, però molt utilitzada en diversos pobles africans. Consisteix a portar sobre els seus caps uns plats, palanganes o ponxeres i amb els seus pregons van oferint el producte que porten als seus caps.

## Llengua
El crioll palenquer és una llengua que té la seva base lèxica en espanyol amb trets de llengües de la família bantú, tals com el kikongo amb el qual comparteix uns dos-cents vocables, per exemple, ngombe (vaca), nguba (maní), monà (fill/filla), i lumbalú (ritu funerari). És una barreja d'espanyol, bantú africà, portuguès i francès.
L'evidència lingüística, que inclou 200 paraules provinents del kikongo, és consistent amb l'evidència genètica i permet considerar que un dels grups dels quals probablement van provenir els primers pobladors masculins de Palenque van ser els yombes, un dels grups humans del qual, el mayombe, habita actualment al sud-oest de la República del Congo, amb residents també a la República Democràtica del Congo i Angola.

## Música

Festival de tambors

En sintonia amb llurs tradicions, la música té un paper important en la cultura, la qual acompanya la majoria de ritus i celebracions, especialment el lumbalú. La música palenquera és alegre i s'expressa en danses com: l'entrompao, pa raíto o el paseo, ballats en parella, o el mapalé (dansa que celebra la llibertat), la púyala, el son palenquer, la chalusonga i la champeta. La tradició musical perviu de generació en generació, ja que en gairebé tots els moments de la vida quotidiana la música és part important i tradicional. Sexteto Tabalá, Son Palenque i Radio Matuna són exemples de la música i tradició que es manté. El Son palenquero de Sexteto, per exemple, en la seva forma actual és el resultat de la barreja d'elements propis amb ritmes portats per cubans que van arribar a principis del segle XX a treballar a les plantacions de sucre properes a Palenque.

## Dansa

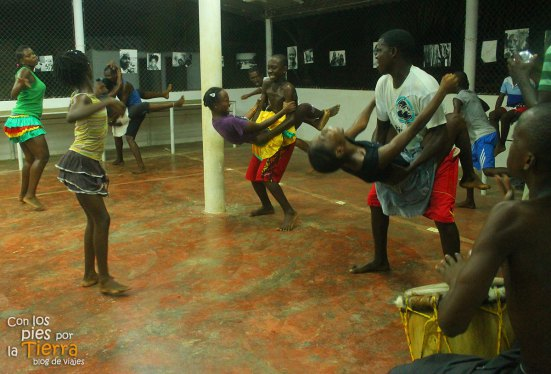
Balls típics

Els ritus afrocolombians que han influenciat gran part de la Regió Carib de Colòmbia i altres llocs del país tenen com a propòsit la commemoració d'un esdeveniment o un ritu fúnebre. Així com la música i la llengua criolla, la dansa és el reconeixement de la cultura, la convivència, l'ètnia i l'abolició de l'esclavatge.
El mapalé, el ball tradicional i potser el més reconegut de Palenque, és l'exaltació eròtica entre l'home i la dona. Els moviments de força i el vestuari sorgeixen com a recordatori dels africans que van abolir l'esclavitud. El ball es basa en el moviment accelerat de malucs i espatlles. Les parelles van soltes, mentre fan figures acrobàtiques. La música que acompanya la dansa està produïda per instruments de percussió com ara tambors, maraques, guache i tambora.